# Carboneras (Almería)
Carboneras ist eine spanische Gemeinde im Verwaltungsgebiet Levante Almeriense der Provinz Almería in der Autonomen Gemeinschaft Andalusien. Die Bevölkerung von Carboneras bestand im Jahr 2024 aus 8.441 Einwohnern. Die Gemeinde besteht aus verschiedenen Ortsteilen.

## Geografie
Die Gemeinde liegt an der Mittelmeerküste im Naturschutzpark Parque Natural Cabo de Gata-Níjar. Vier Kilometer nördlich der Stadt befindet sich der Strand Playa del Algarrobico. Südlich ist Playa de los Muertos. Die "Isla de San Andrés" ist ein Naturdenkmal.

## Geschichte
Die Gemeinde entstand 1812 aus Teilen der Gemeinde Sorbas.

## Wirtschaft
Carboneras verfügt über einen Hafen. Neben der traditionellen Landwirtschaft sind Zementproduktion und Tourismus von Bedeutung.